# Jacinto Alves Barbosa

Arma dos barões de Santa Justa.

Jacinto Alves Barbosa, primeiro barão com honra de grandeza de Santa Justa (Vassouras, 15 de agosto de 1792 — Rio das Flores, 20 de novembro de 1872), foi um fazendeiro e nobre brasileiro, nas então províncias de Minas Gerais e Rio de Janeiro, proprietário das maiores lavouras cafeicultoras de então.
Começou sua vida como simples tropeiro, filho de Francisco Rodrigues Alves e Antônia Barbosa de Sá. Casou-se por volta de 1820 com D. Tomásia Maria de Jesus, baronesa de Santa Justa, filha de Antônio da Silveira da Dutra e Maria Inácia da Conceição. Neta materna de Luis Homem de Azevedo que juntamente ao seu pai e de seu sogro, eram os proprietários da sesmaria de Vassouras e Rio Bonito, atual cidade fluminense de Vassouras. Era tia materna do Visconde de Pimentel.  
Foram filhos do casal, dentre outros: Leopoldina Augusta Alves Barbosa, mulher do Barão de Santa Fé, Maria Jacinta Alves Barbosa, mulher do Barão de Meneses, Clara Jacinta Alves Barbosa, mulher do Visconde de Ibituruna, Francisco Alves Barbosa, segundo Barão de Santa Justa e José Alves da Silveira Barbosa, terceiro Barão de Santa Justa.
Foi proprietário dentre outras, das fazendas Santa Justa, São Fidélis, São Filipe e  Monte Cristo, situadas nos municípios de Valença, Rio das Flores, Três Ilhas e Paraíba do Sul.
Está enterrado no cemitério do arraial de São José do Rio Preto, Três Ilhas, Minas Gerais, junto de sua esposa e de algumas das filhas. Seu inventário correu pelo cartório de Paraíba do Sul.

## Títulos nobiliárquicos
Barão de Santa Justa com honra de grandeza
Título conferido por decreto imperial em 30 de novembro de 1866 e grandeza por decreto imperial em 30 de janeiro de 1867. O nome escolhido foi uma referência à fazenda Santa Justa, localizada em Rio das Flores, propriedade do agraciado.